# دانشگاه آزاد اسلامی واحد خرم‌آباد
دانشگاه آزاد اسلامی واحد خرم‌آباد یکی از واحدهای جامع دانشگاه آزاد است. این واحد در مهرماه ۱۳۶۴ در شهر خرم‌آباد تأسیس و در نیمه اول ۱۳۶۵ با پذیرش ۲۵۰ دانشجو در سه رشته رسماً فعالیتش را آغاز نمود. هم‌اکنون حدود ۱۵۰۰۰ دانشجو در ۱۳۰ رشته تحصیلی در این واحد مشغول به تحصیل هستند و با احتساب این تعداد دانشجو این دانشگاه بزرگ‌ترین واحد دانشگاه آزاد در استان لرستان می‌باشد. مساحت کل دانشگاه آزاد اسلامی واحد خرم‌آباد ۵۲هکتار است که از این میزان ۱۰۰٬۰۰۰ متر مربع آن به ساخت فضای آموزشی اختصاص داده شده و مابقی به عنوان فضای سبز، فضای ورزشی و خدماتی مورد استفاده قرار گرفته است. تعداد ۳۹۰ عضو هیئت علمی تمام وقت، نیمه وقت و حق‌التدریس با این دانشگاه همکاری دارند. این دانشگاه مشتمل بر دو مجتمع ولیعصر و شهرک دانشگاهی آیت‌الله کمالوند می‌باشند.

## واحد علوم و تحقیقات خرم‌آباد
دانشگاه آزاد اسلامی واحد علوم و تحقیقات خرم‌آباد یکی از مراکز آموزش عالی در استان لرستان بود که با واحد خرم‌آباد تجمیع شد. گروه حقوق این مرکز، استادان نام آشنای علم حقوق هستند. مانند ایرج گلدوزیان و هوشنگ شامبیاتی. در حال حاضر پردیس علوم و تحقیقات لرستان در یکی از ساختمانهای واحد خرم‌آباد در مجتمع دانشگاهی آیت الله کمالوند واقع در کیلومتر ۵ جاده خرم‌آباد- تهران مشغول به فعالیت است.

## آموزش رشته‌های تحصیلی

### حقوق و علوم سیاسی
- علوم سیاسی
- حقوق
- علوم قضایی
- علوم تربیتی

دانشجویان

### فنی و مهندسی
مساحت تقریبی این دانشکده ۷۰۰۰ متر مربع و ساختمان این دانشکده در ۴ طبقه ساخته شده است. دانشکده فنی و مهندسی دارای سالن آمفی‌تئاتر، کتابخانه و سلف سرویس استادان است. رشته‌های تحصیلی فعال در این دانشکده عبارتند از:
- کامپیوتر
- برق
- عمران
- معماری
- صنایع
- مکانیک

### تحصیلات تکمیلی
مساحت تقریبی این دانشکده ۴۷۵۰ متر مربع و ساختمان این دانشکده دارای ۲۵ کلاس است. این ساختمان در بهمن سال ۱۳۸۵ افتتاح گردیده است. رشته‌های تحصیلی فعال در این دانشکده عبارتند از:
- علوم سیاسی
- جزا و جرم‌شناسی
- الهیات
- زراعت
- زمین‌شناسی
- مدیریت آموزشی
- جغرافیا

### علوم پایه
- فیزیک
- شیمی
- علوم تجربی
- زمین‌شناسی
- ریاضی
- زیست‌شناسی سلولی و مولکولی
- میکروبیولوژی

### کشاورزی
- گیاه پزشکی
- زراعت
- تولیدات گیاهی
- گیاهان دارویی
- ماشین آلات کشاورزی

### علوم انسانی
- ادبیات عرب
- آموزش ابتدایی
- ادبیات
- ادبیات فارسی
- زبان انگلیسی

## نگارخانه

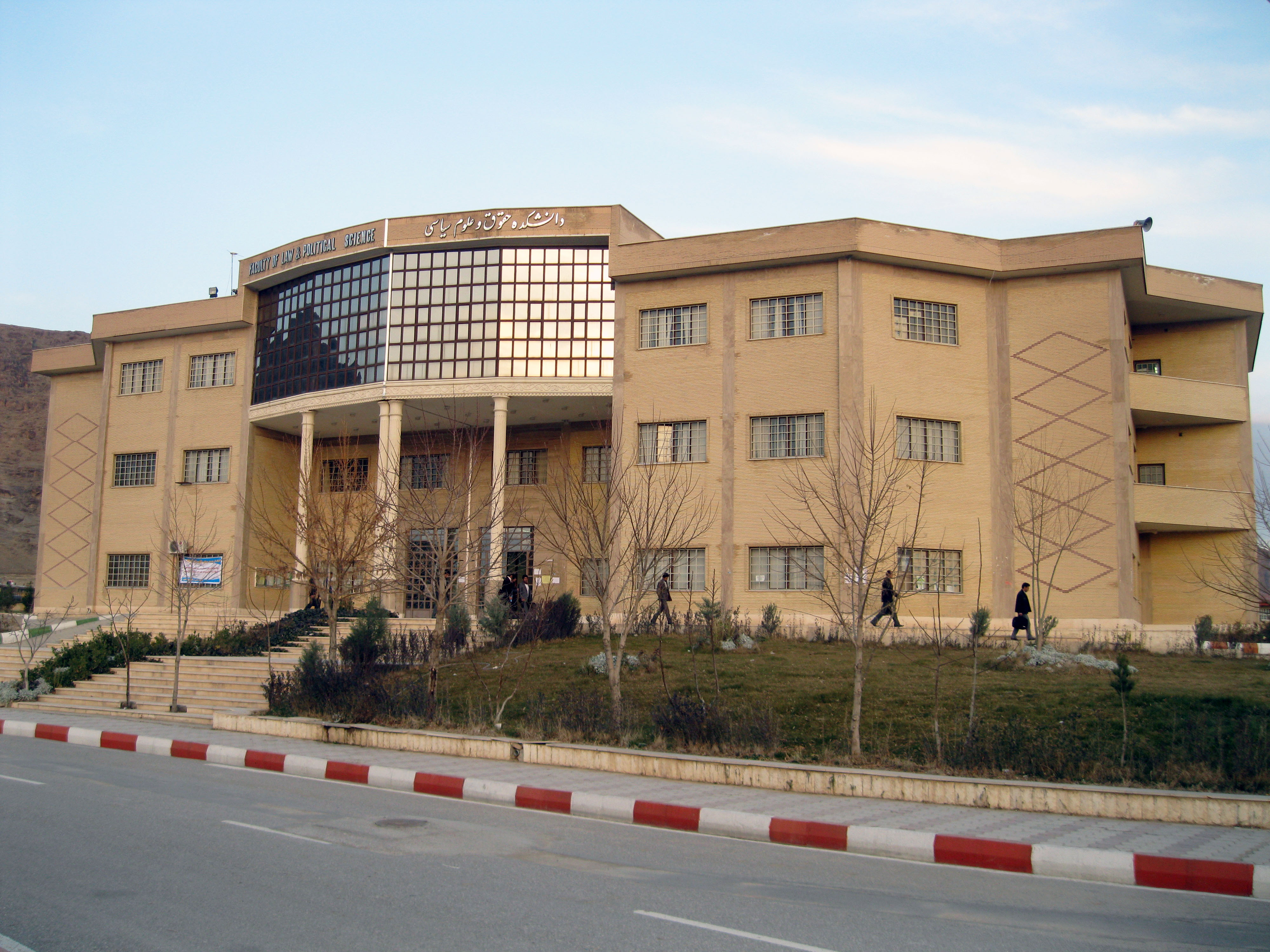
دانشکده حقوق و علوم سیاسی
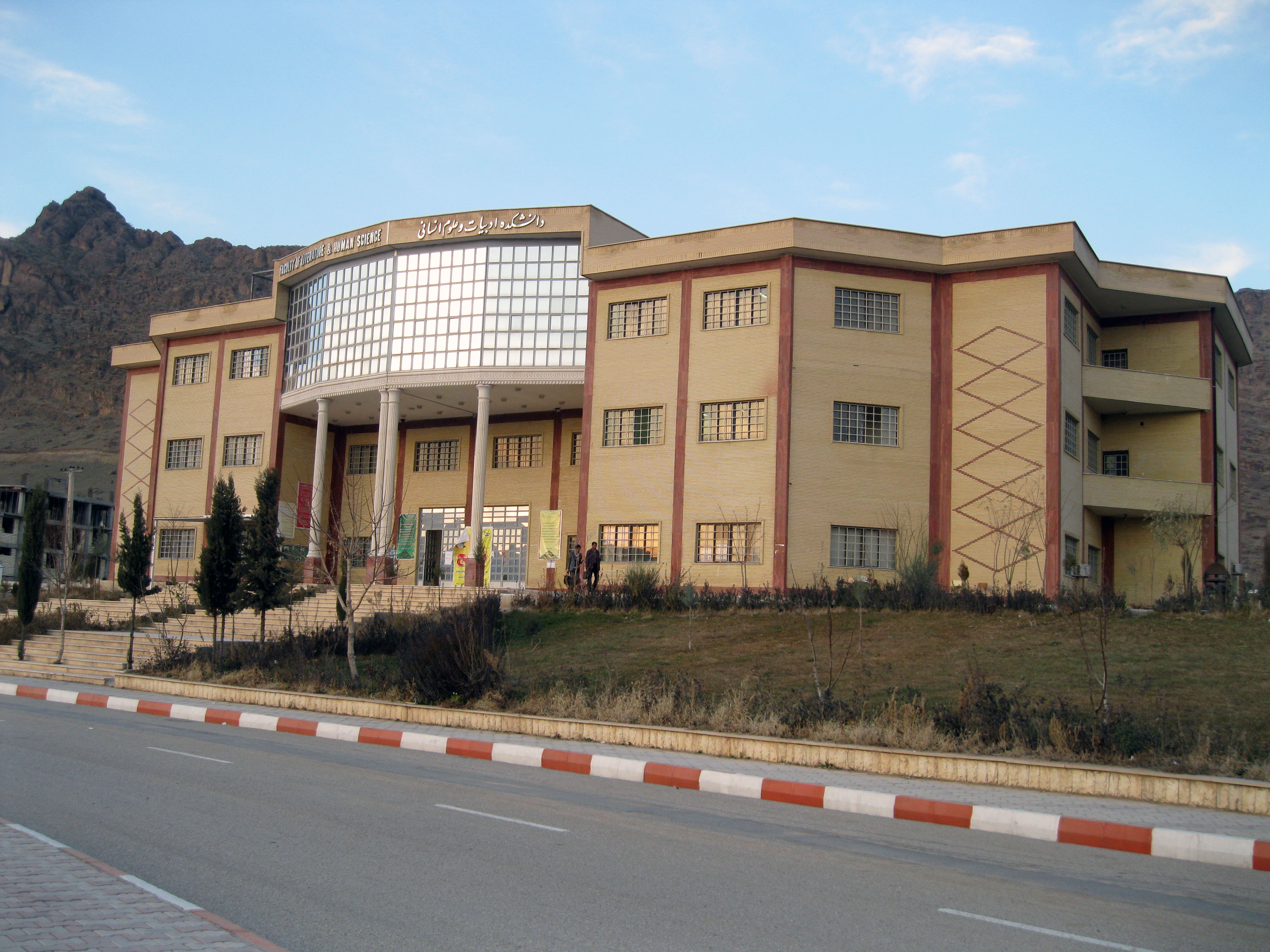
دانشکده ادبیات و علوم انسانی
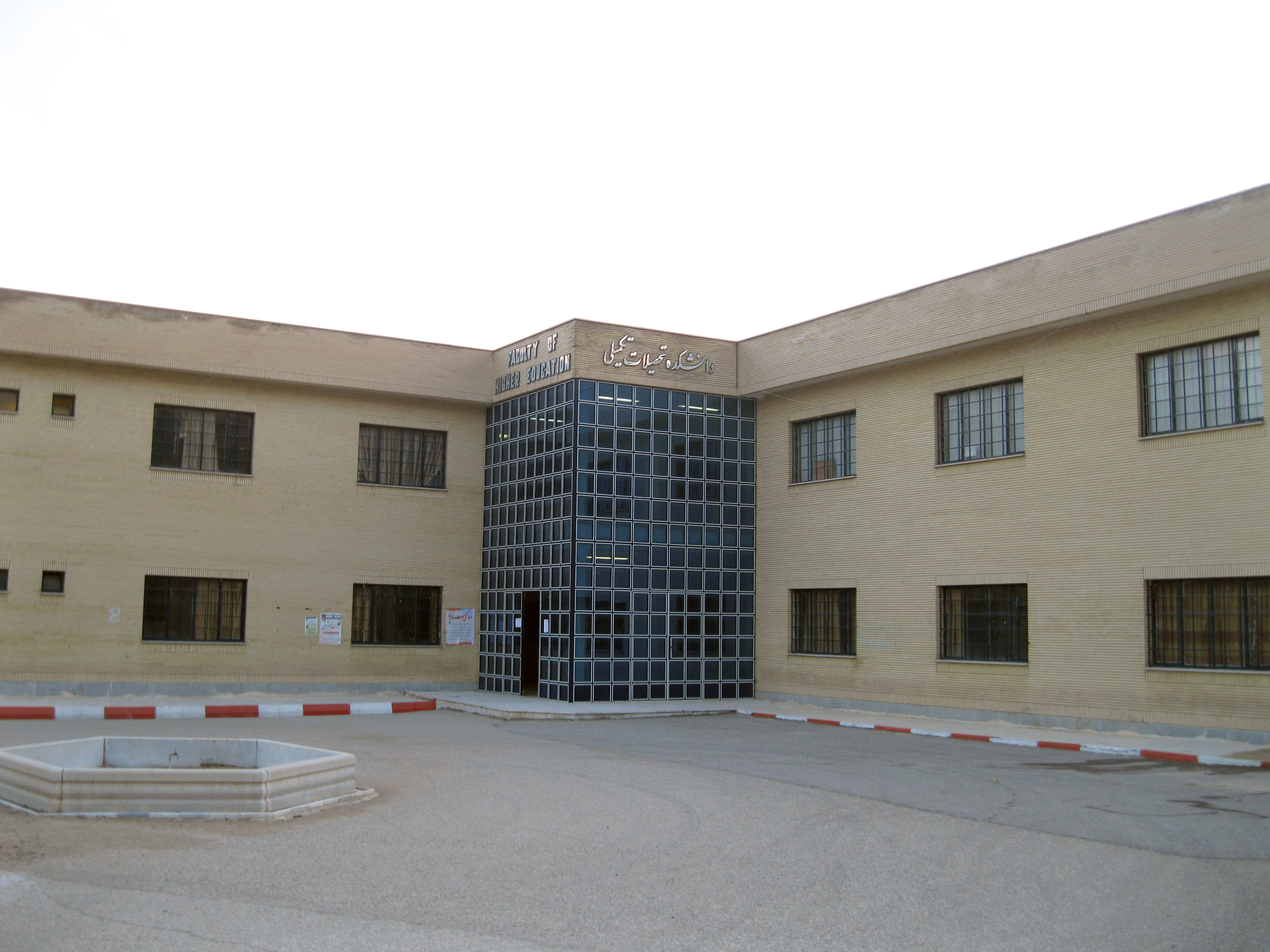
دانشکده تحصیلات تکمیلی
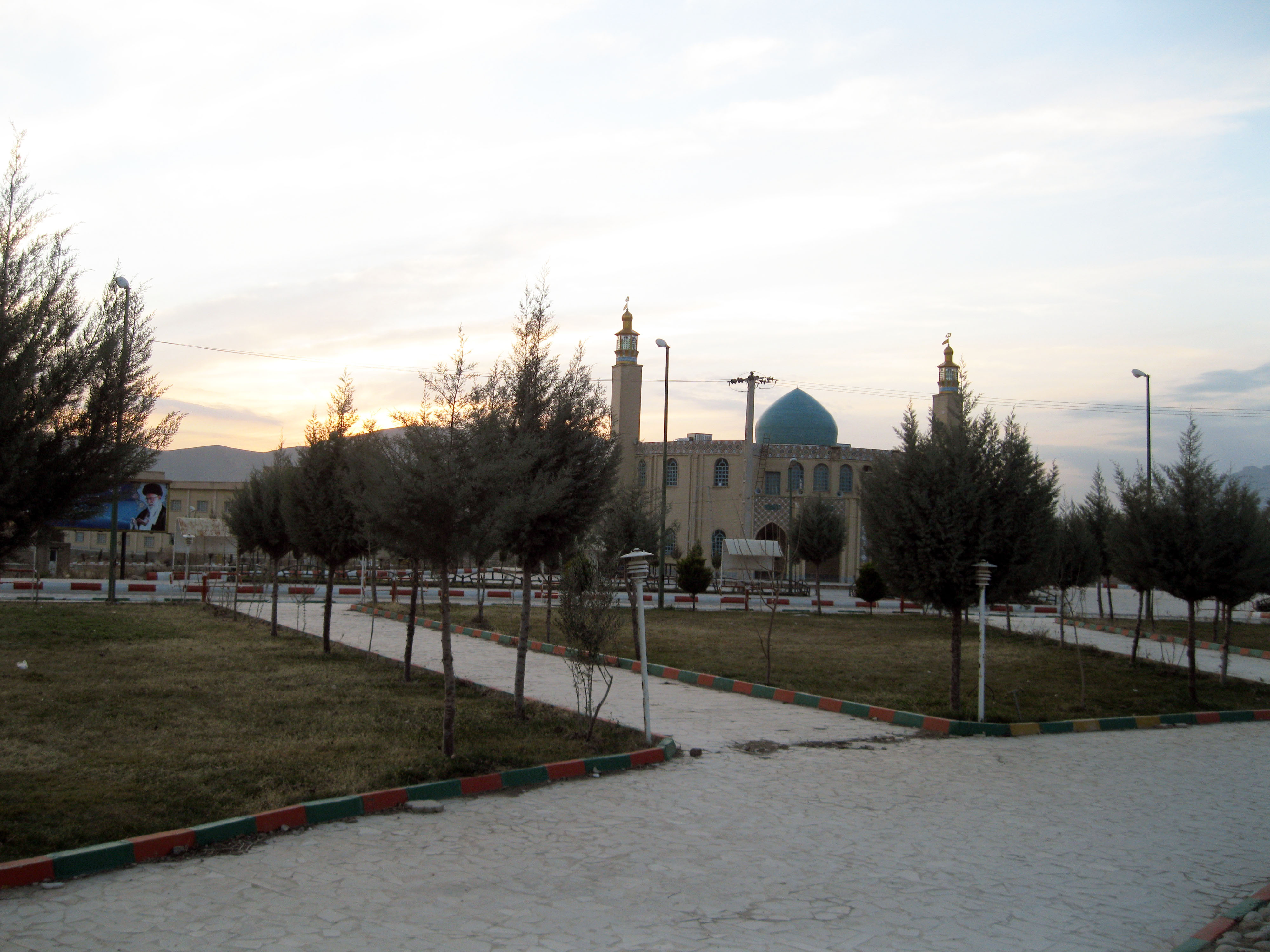
مسجد دانشگاه
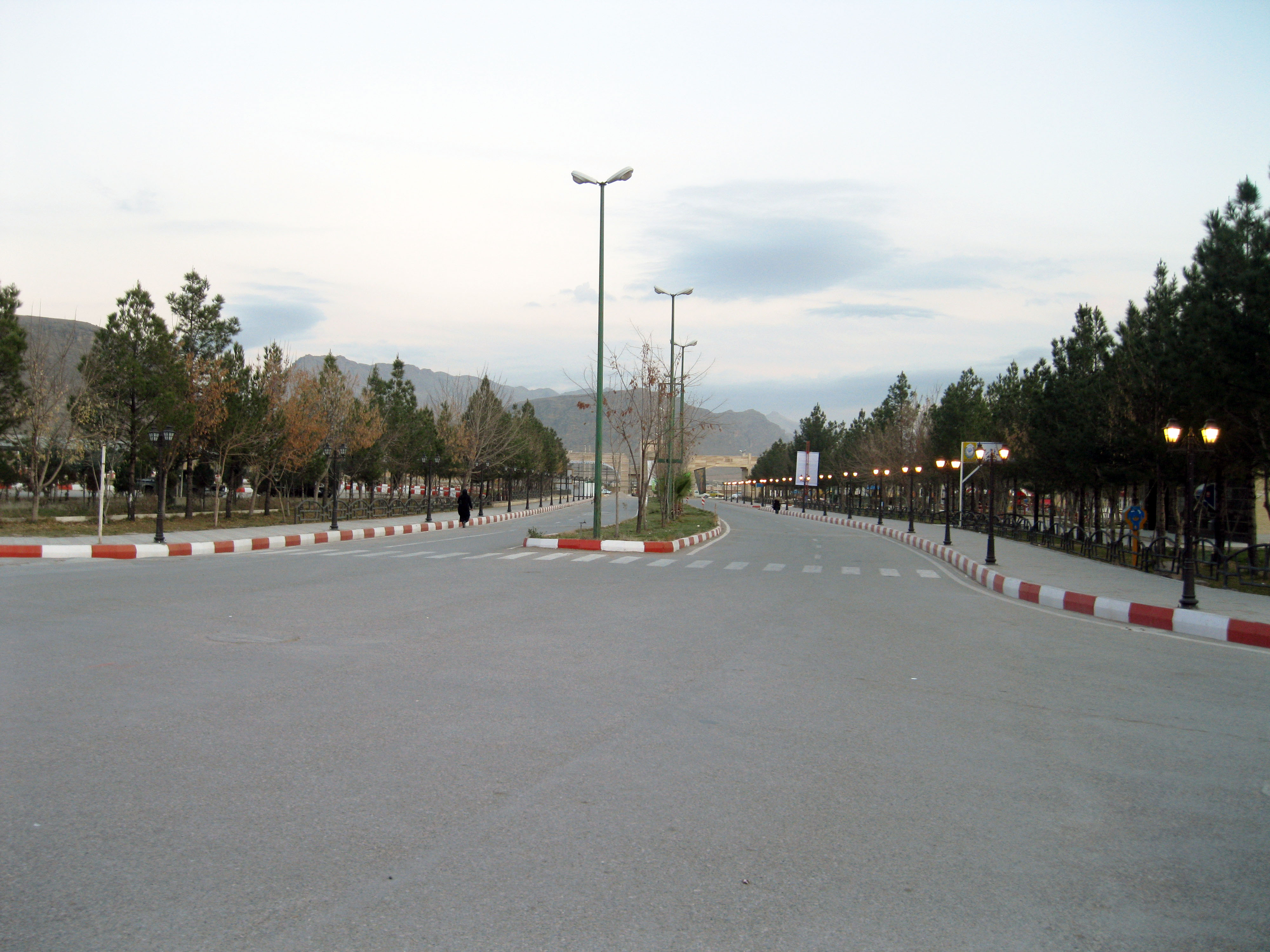
خیابان اصلی درون دانشگاه